# Amor de Mãe
Amor de Mãe (título en español: Corazón de madre) es una telenovela brasileña producida y emitida por TV Globo desde el 25 de noviembre de 2019, hasta el 9 de abril de 2021. Fue la 17.ª telenovela exhibida en el horario de las 21 horas, y contó con 125 capítulos grabados.
Creada por Manuela Dias y dirigida por José Luiz Villamarim, la telenovela fue protagonizada por Regina Casé, Adriana Esteves, Taís Araújo, Humberto Carrão, Isis Valverde, Juliano Cazarré, Vladimir Brichta, Murilo Benício,  Nanda Costa y Paulo Gabriel en los papeles principales, y contó con las participaciones antagónicas de Arieta Corrêa, Alejandro Claveaux, Clarissa Pinheiro, Tuca Andrada, Dida Camero y Irandhir Santos. Contó con la participación especial de la primera actriz Vera Holtz.

## Sinopsis
La historia es centrada en tres protagonistas, mujeres de clases sociales distintas, que viven sus dilemas como madres: Lurdes (Regina Casé), Vitória (Taís Araújo) y Thelma (Adriana Esteves).
Lurdes es una  empleada doméstica y niñera muy trabajadora y humilde, que hace 25 años busca incansablemente a su hijo Domênico,  vendido a los 2 años por su esposo Jandir  a la traficante de niños Kátia (Vera Holtz). Jandir es un alcohólico que ataca a su esposa, y que vendió a su hijo a cambio de cachaza. Desesperada por la desaparición de su hijo, ella y su marido discuten mucho, él confiesa todo y trata de violarla. Ella lo empuja, y él se golpea en la cabeza y muere accidentalmente lo que la horroriza, decidiendo huir para no ser atrapada. Sabiendo que Domênico fue enviado a Río de Janeiro, decide irse de allí con sus otros tres hijos, Magno (Juliano Cazarré), Ryan (Thiago Martins), y Érica (Nanda Costa). En Río, Lurdes atraviesa varias dificultades, siempre con sus hijos, incluso viviendo en la calle y pasando hambre, hasta encontrar trabajo.
Thelma (Adriana Esteves) en cambio, es una viuda emocionalmente inestable, misteriosa y reservada, que sobreprotege a su hijo, Danilo (Chay Suede), ella descubre una enfermedad terminal y se queda sin tiempo para cumplir sus sueños, además de ocultar la  enfermedad de todos que solo sabe a Lurdes su mejor amiga. Así, Thelma termina buscando cumplir sus últimos deseos en la vida, proyectando su voluntad sobre el hijo, lo que termina generando varios conflictos entre ellos, ya que el niño se siente asfixiado y sin libertad, debido a la posesividad de la madre.
Ya Vitória Amorim (Taís Araújo) es una abogada adinerada y exitosa que vive un matrimonio infeliz, luego de innumerables tratamientos médicos e intentos fallidos de tener un hijo. Después de divorciarse, ella decide cumplir su sueño sola y descubre en la adopción una oportunidad de ser madre.  Ahora tiene que lidiar Tiago, niño de ocho años adoptado, y los nuevos desafíos que trae la maternidad. Además de recuentrar a Raúl (Murilo Benício) un antiguo amor del pasado, quien la hace recordar un gran error que cometió en su juventud escondiendo que tuvieron un hijo, a lo cual ella entregó a Katia, siendo su mayor arrepentimiento en la vida, Vitória buscó su hijo por todas partes y no logró encontrarlo, siendo esta es la razón de ella querer mucho ser madre, para empezar de cero haciendo las cosas de otra manera.
Las vidas de estas tres mujeres están entrelazadas por un oscuro secreto del pasado que envuelve mentiras, encuentros y desencuentros, en una historia que tiene la maternidad como tema central. Sin buenos y malos, la trama trae el concepto de que la vida es la única villana y cómo las simples elecciones que hacemos en el presente pueden cambiar nuestra historia y traer consecuencias irreversibles.

## Elenco
| Actor/Actriz              | Personaje                        |
| ------------------------- | -------------------------------- |
| Regina Casé               | Lourdes dos Santos               |
| Adriana Esteves           | Thelma Lopes                     |
| Taís Araújo               | Vitória Amorim                   |
| Humberto Carrão           | Sandro Amorim                    |
| Isis Valverde             | Betina Torres                    |
| Juliano Cazarré           | Magno dos Santos Silva           |
| Arieta Corrêa             | Leila Moreira dos Santos         |
| Irandhir Santos           | Álvaro Torres da Nóbrega         |
| Vladimir Brichta          | Davi Moretti                     |
| Murilo Benício            | Raúl Camargo                     |
| Nanda Costa               | Érica dos Santos Silva           |
| Chay Suede                | Danilo Lopes Viana               |
| Jéssica Ellen             | Camila dos Santos                |
| Thiago Martins            | Ryan dos Santos Silva            |
| Érika Januza              | Marina Castro                    |
| Malu Galli                | Lídia Martinelli                 |
| Letícia Lima              | Estela Teixeira                  |
| Camila Márdila            | Amanda Crespo                    |
| Tuca Andrada              | Belizário Lacerda                |
| Maria                     | Verena Ovisco                    |
| Nanego Lira               | Oliveira                         |
| Enrique Díaz              | Durval Barbosa                   |
| Clarissa Kiste            | Natália Amorim                   |
| Débora Lamm               | Miranda Amorim Junqueira         |
| Milhem Cortaz             | Dr. Matias Junqueira             |
| Alejandro Claveaux        | Tales Paiva                      |
| Magali Biff               | Nicete Torres                    |
| Giulio Lopes              | Miguel Cesarino                  |
| Ana Flavia Cavalcanti     | Miriam Amaral                    |
| Douglas Silva             | Marconi Tattoo                   |
| Dhonata Augusto           | Vapor                            |
| MC Cabelinho              | Farula                           |
| Xamã                      | Phanton                          |
| Aldene Abreu              | Dayse das Chagas                 |
| Isabel Teixeira           | Jane D'Ávila                     |
| Dida Camero               | Directora Eunice Matos Brandão   |
| Gustavo Novaes            | Entrenador Samuel                |
| Rodolfo Vaz               | Nuno Melo                        |
| Clarissa Pinheiro         | Maria da Penha Madureira (Penha) |
| Démick Lopes              | Guaraci Ubirajara (Guará)        |
| Isis Pessino              | Cássia Regina da Costa           |
| Nando Brandão             | Dr. Lucas Gonçalves              |
| Beatrice Sayd             | Edilene Reis                     |
| Duda Batsow               | Carolina Amorim Barbosa (Carol)  |
| Cacá Ottoni               | Joana de Sá                      |
| Dora Freind               | Loyane Barreto                   |
| Alex Patrício             | Iuri Porto                       |
| WJ                        | Edvaldo Lopes (Garnizé)          |
| Tobias Carrieres          | Nivaldo Machado                  |
| Clara Galinari            | Brenda Moreira dos Santos        |
| Pedro Guilherme Rodrigues | Tiago Amorim                     |
| Gabriel Palhares          | Nicolas Amorim Junqueira         |
| Gianlucca Mauad           | Tomás Amorim Junqueira           |

### Participaciones especiales
| Actor/Actriz            | Personaje                   |
| ----------------------- | --------------------------- |
| Vera Holtz              | Kátia Matos Brandão         |
| Rodrigo García          | Vicente Novaes              |
| Fabrício Boliveira      | Paulo                       |
| Filipe Duarte           | Gabriel Garcez (Gabo)       |
| Júlio Andrade           | Sinésio Lopes               |
| Daniel Ribeiro          | Jandir Silva                |
| Luiz Carlos Vasconcelos | Januário Silva              |
| Paulo Gabriel           | Genilson Torres             |
| Dan Ferreira            | Wesley Madureira            |
| Antônio Benício         | Vinícius Martinelli Camargo |
| Luísa Sonza             | Mel                         |
| Anitta                  | Sabrina                     |
| Mouhamed Harfouch       | Daniel Vilanova Hidalgo     |
| Léo Rosa                | César                       |
| Letícia Pedro           | Ive Gonzales                |
| Cláudio Gabriel         | Clóvis Benemério            |
| Roberta Gualda          | Silvânia                    |
| Letícia Isnard          | Tracy                       |
| Fábio Lago              | Carlinhos Novaes            |
| Joelson Medeiros        | Silas                       |
| Roberto Frota           | Señor Onofre                |
| Cinira Camargo          | Tânia Matos Brandão         |
| Ângela Rabelo           | Mariluz Novaes              |
| Paulo Verlings          | Fantón                      |
| Guilherme Duarte        | Mário Sérgio                |
| Marcelo Escorel         | Dr. Quintela                |
| Gabriel Kaufmann        | Fabiano                     |
| Charles Fricks          | Dr. Ronaldo                 |
| Thelmo Fernandes        | Capitán Bruno               |
| Raquel Fabbri           | Lucélia                     |
| Inez Viana              | Sílvia                      |
| Ravel Andrade           | Elias                       |
| Saulo Segreto           | Capitán Jorge               |
| DJ Rennan da Penha      |                             |
| Maureen Miranda         | Sheila                      |
| Zemanuel Piñero         | Agenor Crespo               |
| Lucy Alves              | Lurdes (joven)              |
| Gabriella Vergani       | Thelma (joven)              |
| Izabela Prado           | Vitória (joven)             |
| Stella Rabello          | Kátia (joven)               |
| Daniel Carvalho         | Sinésio (joven)             |
| Catarina de Carvalho    | Miranda (joven)             |
| Fernanda Lasevitch      | Jane (joven)                |
| Priscilla Vilela        | Celeste                     |
| Marcos Dioli            | Nelson                      |
| Kacau Gomes             | Lucimara                    |
| Séfora Rangel           | Alaíde                      |
| Susanna Kruger          | Osana                       |
| Jack Berraquero         | Jader                       |
| Alexandre David         | Dalto                       |
| Ruan Aguiar             | Adriel                      |
| Jeniffer Dias           | Salete                      |
| Gabriel Reif            | Jhonatan                    |
| Arnaldo Marques         | Dr. Gilberto                |
| Márcio Machado          | Dr. Xavier                  |
| Aisha Moura             | Alumna de Camila            |
| Tiago Homci             | Bombero                     |
| Fabiana Schunk          | Bailarina de tango          |
| Eros Lázari             | Domênico (niño)             |
| João Guilherme Fonseca  | Magno (niño)                |
| Pietro Buannafina       | Ryan (niño)                 |
| Luciano Huck            | Él mismo                    |
| Cissa Guimarães         | Ella misma                  |
| Zeca Camargo            | Él mismo                    |